# Better Man (film)
Pour les articles homonymes, voir Better Man.
Pour plus de détails, voir Fiche technique et Distribution.
Better Man ou Meilleur homme au Québec est un film réalisé par Michael Gracey et sorti en 2024.
Il s'agit d'un film en partie biographique sur le chanteur pop britannique Robbie Williams. Ce dernier est représenté comme un chimpanzé. Il est interprété par Jonno Davies en utilisant la capture de mouvement.
Le film est présenté en avant-première au Festival du film de Telluride, le 30 août 2024.
Le film a reçu des critiques positives de la part des critiques, et lors de la 97e cérémonie des Oscars, le film a été nommé pour les meilleurs effets visuels. C'est un échec au box-office, ayant rapporté 18 millions de dollars pour un budget de 110 millions de dollars.

## Synopsis
Le film raconte l'histoire du chanteur pop Robbie Williams. Celui-ci est dépeint comme un chimpanzé car, comme il le dit dans le film, il s'est toujours senti "moins évolué que les autres". Aucun autre personnage ne commente son apparence.
Enfant, Robert est entouré par ses parents et sa grand-mère Betty. Son enfance dans les quartiers de Stoke-on-Trent est dépeinte avec réalisme : dans une scène, on voit le jeune Robert traîné dans la boue (littéralement) lors d’une partie de football. Son père Peter est attiré par le monde du spectacle et, avec Robert, il chante en regardant Frank Sinatra à la télévision. Le talent théâtral de Robbie émerge lors d'une Pièce de théâtre à l'école. Le bonheur de Robert est cependant empreint de tristesse car son père est absent. Celui-ci abandonne ensuite le domicile conjugal devant son fils lors d’un déplacement pour la FA Cup, son père étant un grand fan du club de Manchester United.
Après la séparation de ses parents, Robbie s'accroche aux objets liés à son père. Adolescent, Robbie déclare son ambition de devenir un chanteur célèbre. Lorsqu'il apprend qu'il y a une audition pour un boysband à Manchester il s'y rend, manque de ne pas être pris mais s’en sort par un clin- d’œil et parvient à intégrer le futur groupe Take That. Dans la scène qui suit son admission, la voie off de Robbie Williams annonce a sa mère avoir complètement raté ses examens et s’excuse (tout en spécifiant ne jamais l’avoir dit).
Les débuts du groupe sont marqués par la drogue, l’alcool  mais aussi le succès auprès de fans. Il débute avec son groupe dans des bars gays avant d’enchaîner avec des bars lesbiens. Une performance devant une foule d’adolescentes les propulse au rang de célébrité. À mesure que leur renommée grandit, Robbie lutte contre le doute, se bat avec le manager Nigel Martin-Smith pour le contrôle créatif du groupe (le rôle de chanteur principal et de parolier du groupe étant disputé entre Williams et Barlow) et commence à abuser de drogues. Ces tensions culminent avec le licenciement de Robbie du groupe après une réunion au manoir de Gary Barlow.
Après son départ, Robbie sombre dans la dépendance, hanté par des hallucinations qui symbolisent sa douleur intérieure. Malgré les premiers revers, un partenariat avec l'auteur-compositeur Guy Chambers lui permet de relancer sa carrière. Robbie sort Angels, consolidant son succès en tant qu'artiste solo, même si sa vie personnelle reste troublée. Il vit une relation difficile avec Nicole Appleton et subit la perte de sa grand-mère, Betty.
A Knebworth, Robbie atteint le point le plus bas de son voyage. En se produisant devant 125 000 fans, il réalise son rêve de toujours mais il est paralysé par la peur et lutte contre sa santé mentale défaillante. Dans une séquence symbolique, Robbie se lance dans une violente bataille contre diverses incarnations de son passé, y compris lui-même en tant que petit enfant, qu'il massacre avec colère. Robbie se débat pendant le concert, réalisant qu'il doit affronter ses problèmes.
Robbie décide alors de commencer une cure de désintoxication et de changer de vie. Il se réconcilie avec ses anciens amis et sa famille, notamment en retrouvant sincèrement son ami d'enfance Nate. Il visite la tombe de Betty, trouve la paix et s'engage à être une meilleure version de lui-même.
Le film se termine par une représentation triomphale au Royal Albert Hall. Robbie se réconcilie avec son père Peter sur scène lors d'une interprétation de My Way. Il rend hommage à Betty et aborde enfin les visions de son passé, les transformant d'antagonistes en sources de croissance personnelle.

## Fiche technique
Sauf indication contraire, les informations mentionnées dans cette section peuvent être confirmées par les bases de données cinématographiques IMDb et Allociné,  présentes dans la section « Liens externes ».
- Titre original et français : Better Man
- Titre québécois : Meilleur homme[1]
- Réalisation : Michael Gracey
- Scénario : Oliver Cole, Simon Gleeson, Michael Gracey
- Musique : Batu Sener
- Direction artistique : Michael Bell, Jennifer A. Davis, Tony Drew et Mark. C . Stephen
- Décors : Joel Chang
- Costumes : Cappi Ireland
- Photographie : Erik Wilson
- Montage : Martin Connor, Jeff Groth, Lee Smith et Spencer Susser
- Production : Paul Currie, Jules Daly, Michael Gracey, Coco Xiaolu Ma et Craig McMahon
  - coproduction : Mario Biancacci, Patrick Correll et Jackie Fletcher
- Sociétés de production : Facing East Entertainment, Footloose Productions, Lost Bandits, Rocket Science, Sina Studios et Zero Gravity Management, en association avec Azure Centrum, RPW Productions, Partizan Films et VicScreen
- Sociétés de distribution : Roadshow Films (Australie) ; Paramount Pictures (Canada, États-Unis et France), Entertainment Film Distributors (Royaume-Uni), The Searchers (Belgique)
- Pays de production :  Australie,  Chine,  États-Unis,  France et  Royaume-Uni
- Langues originales : anglais
- Format : couleur – 2,39:1 – son Dolby Digital
- Genre : biographie musicale, comédie, fantastique, satire
- Durée : 134 minutes
- Dates de sortie[2] :
  - États-Unis : 30 août 2024 (avant-première au Festival du film de Telluride) ; 25 décembre 2024 (sortie limitée)
  - Royaume-Uni : 26 décembre 2024
  - Québec : 10 janvier 2025[1]
  - France : 22 janvier 2025
- Classification[3] :
  - États-Unis : R

## Distribution
- Robbie Williams (VF : Pascal Nowak ; VQ : Kevin Houle) : lui-même (narrateur, voix)
  - Jonno Davies (en) (VF : Pascal Nowak ; VQ : Kevin Houle) : Robbie Williams (voix et capture de mouvement)
  - Carter J. Murphy : Robbie Williams, jeune (voix)
- Steve Pemberton (VF : Stéphane Bazin ; VQ : François L'Écuyer) : Peter Williams
- Alison Steadman (VF : Frédérique Cantrel ; VQ : Chantal Baril) : Betty Williams
- Damon Herriman (VF : Vincent Ropion ; VQ : Pierre Auger) : Nigel Martin-Smith
- Raechelle Banno (en) (VF : Marine Duhamel ; VQ : Mylène Mackay) : Nicole Appleton
- Anthony Hayes (en) (VF : Éric Marchal) : Chris Briggs
- Kate Mulvany (VF : Jessie Lambotte) : Janet Williams
- Frazer Hadfield (VF : Adrien Larmande ; VQ : Nicolas Bacon) : Nate
- Jake Simmance : Gary Barlow
- Liam Head : Howard Donald
- Jesse Hyde : Mark Owen
- Chase Vollenweider (VF : Benjamin Bollen) : Jason Orange
- Tom Budge (en) : Guy Chambers (en)
- Leo Harvey-Elledge : Liam Gallagher
- Chris Gun : Noel Gallagher
- John O'May (en) : Terry Swinton

 Source et légende : version française (VF) sur RS Doublage et le carton cinématographique du doublage français ; version québécoise sur le carton cinématographique du doublage québécois.

## Production

### Développement
Le projet est annoncé pour la première fois en février 2021 comme réalisé par Michael Gracey et coécrit par celui-ci et Oliver Cole et Simon Gleeson. Gracey  est également producteur aux côtés de Jules Daly pour Big Red Films et Craig McMahon pour McMahon International. Cette même année, le film bénéficie des programmes d’incitation du gouvernement australien Producer Offset et Film Victoria.
Décrit comme une comédie musicale satirique, le projet « réinterpréte et recontextualise » certaines de ses chansons.

### Attribution des rôles
Jonno Davies est choisi pour incarner le personnage de Robbie Williams. Robbie Williams a décrit le processus de tournage comme « super étrange » parce qu'il se retrouvait « assis maquillé et la dame qui joue votre grand-mère est assise à côté de vous, et les gens qui jouent votre maman et votre papa »,, les effets spéciaux sont assurés par Weta Digital, habituée des singes en images de synthèse avec King Kong et les reboot de La Planète des singes.
Les autres membres de la distribution incluent Steve Pemberton, Alison Steadman, Anthony Hayes, Damon Herriman et Kate Mulvany. Les membres du groupe Take That  sont joués par Jake Simmance (Barlow), Liam Head (Donald), Jesse Hyde (Owen) et Chase Vollenweider (Orange).

### Tournage
Le tournage a lieu aux Docklands Studios Melbourne, en mai et juin 2022,. Le tournage de scènes de concert de son spectacle Live At The Albert en 2001 est filmé au Royal Albert Hall de Londres lors des concerts de Robbie Williams, les 6 et 7 novembre 2022. Les membres du public pouvaient se procurer des billets à prix avantageux pour y assister. Il a également eu lieu à Londres, en mars 2023. Le plan-séquence sur Rock DJ (la production est initialement prévue en 2022 mais est reportée à la suite du décès d'Élisabeth II) nécessite de tourner quatre nuits consécutives dans la rue commerçante Regent Street avec 500 danseurs.

### Musique
Certaines chansons de Robbie Williams figurent dans le film comme She's the One, Angels et Let Me Entertain You. Le réalisateur, Michael Gracey, a déclaré que les chansons seraient re-chantées pour correspondre à l'émotion du moment dans le film. La partition originale est composée par Batu Sener.

## Accueil

### Festivals et sorties
Better Man  est projeté en avant-première mondiale au Festival du film de Telluride et a également été projeté au Festival international du film de Toronto, le 10 septembre 2024[réf. nécessaire].

### Box office
Au 26 janvier 2025, le film a seulement rapporté 2 millions de dollars aux États-Unis et au Canada, et 15,2 millions de dollars dans d'autres territoires, pour un total mondial de 17,2 millions de dollars.
Better Man a reçu des recettes tièdes au box-office au Royaume-Uni et en Australie, ayant rapporté respectivement 6,1 millions de dollars et 2,5 millions de dollars, au 15 janvier 2025.
Aux États-Unis et au Canada, le film a eu une sortie limitée pendant deux semaines avant de passer à une large sortie lors de son troisième week-end, où il était prévu de rapporter 2 millions de dollars dans 1 291 salles. Le film a fini par faire ses débuts à seulement 1,1 million de dollars, terminant en dehors du top 10 du box-office.

### Accueil critique
Sur le site d'agrégation de critiques Rotten Tomatoes, le film obtient 87 % d'avis favorables, pour 30 critiques et une note moyenne de 6,8⁄10. Sur le site Metacritic, qui utilise une moyenne pondérée, le film obtient la note de 72⁄100 pour 10 critiques.

## Distinctions

### Récompenses
- AACTA Awards 2025  - Meilleur film
- AACTA Awards 2025 - Meilleure réalisation
- AACTA Awards 2025 - Meilleur scénario
- AACTA Awards 2025 - Meilleur acteur principal pour Jonno Davies (en)
- AACTA Awards 2025  - Meilleur acteur secondaire pour Damon Herriman
- AACTA Awards 2025  - Meilleur montage
- AACTA Awards 2025  - Meilleure musique originale
- AACTA Awards 2025  - Meilleur casting
- AACTA Awards 2025 - Meilleurs effets visuels

### Nominations
- BAFTA 2025 : Meilleurs effets visuels
- Golden Globes 2025 : Meilleure chanson originale pour Forbidden Road (Robbie Williams, Freddy Wexler et Sacha Skarbek)
- Oscars 2025 : Meilleurs effets visuels